# Paul Zieger
Paul Zieger (* 1. August 1851 in Dresden; † 22. Januar 1921 in Döbeln) war ein deutscher Ohrenarzt, Sanitäts- und Stadtrat.

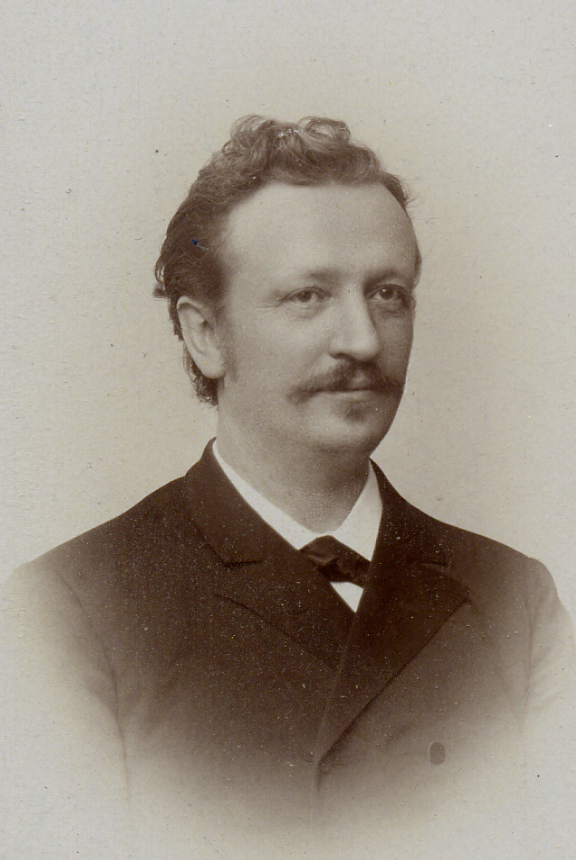
Porträt Dr. med. Paul Zieger, um 1900

## Leben
Paul Zieger war der jüngste Sohn des Kontrolleurs beim Zoll- und Steuer-Wirtschaftsdepot (Aufsichtsbeamter Zollgrenzschutz) Hermann Zieger und der Julie Marie geb. Geudtner aus Freiberg.
Paul Zieger besuchte bis Michaelis 1862 die 2. Bürgerschule des Fletcherschen Seminars und im Anschluss bis Ostern 1871 das Kreuzgymnasium in Dresden.
Nach dem Militärdienst als Einjährig-Freiwilliger studierte er an der Universität Leipzig 5 Jahre Humanmedizin. Er erhielt seine Approbation am 23. März 1876 „für das Gebiet des deutschen Reichs“ und ließ sich im Jahre 1876 als einer der ersten Ohrenärzte Sachsens in der Stadt Döbeln nieder, deren Bürger er seit dem 17. Juli 1879 war.
Er heiratete 1876 Maria Therese Thomas aus Leipzig. Sein Sohn, der promovierte Jurist Walther Zieger (* 3. April 1879, + 14. März 1968), war später als OLG-Senatspräsident und Ministerialdirektor in Dresden tätig sowie Mitglied der Akademie für Deutsches Recht; zudem war er Mitgründer und zeitweise Vorsitzender des Weinbauvereins Döbeln. Aus seiner Verbindung mit Marka (geb. 1888 als Margaretha Johanna Ringel) ging der Jurist Gottfried Zieger hervor.

## Wirken
Jahrelang untersuchte er im ganzen amtshauptmannschaftlichen Bezirk Döbeln sämtliche Schulkinder unentgeltlich auf Ohrenkrankheiten.
1892 wurde er Stadtverordneter.
1894 wurde er in den Stadtrat gewählt, außerdem war er Vorsitzender des Theaterausschusses.
1895 schenkte er der Stadt Freiberg einen Betrag zur Unterstützung „bedürftiger und gemüthreicher“ Schüler der (damaligen) Petrischule.
1899 gründete er eine Stiftung für Bücherprämien an Schüler und Schülerinnen für die Bewohner des (damaligen) Hamann-Stiftes (Dr. med. Paul Zieger Stiftung).
1902 war er Mitglied im „Ehrenrath und Prüfungsausschuss der Inval.-Vers. Casse u. Wittwen- u. Waisen-Casse“.
Am 25. Mai 1911 wurde er von Sr. Majestät dem König Friedrich August III. (Sachsen) zum Sanitätsrat ernannt.
Er starb am 22. Januar 1921 in seiner Wohnung.

## Ehrungen
Mit Beschluss der Stadtverordnetenversammlung 473/24/92 aus dem Jahre 1992 wurde Paul Zieger Ehrenbürger der Stadt Döbeln.
Bereits im April 1921 wurde die von der Straße des Friedens (beim Ostbahnhof) abgehende Wiesenstraße ihm zu Ehren in Dr. Zieger-Straße umbenannt.